# Gioacchino Guaragna
Gioacchino Guaragna (14 de junho de 1908 – 19 de abril de 1971) foi um esgrimista italiano que participou dos Jogos Olímpicos de Verão de 1928, de 1932 e de 1936, sob a bandeira da Itália.